# シャープール4世
シャープール4世（Shapur IV, パフラヴィー語: 𐭱𐭧𐭯𐭥𐭧𐭥𐭩 Šāhpuhr）は、サーサーン朝の君主（シャーハーン・シャー、在位：420年）およびアルメニア王（在位：415年 - 420年）。415年から420年までアルメニア王、420年にペルシア王として短期間統治した。

## 伝記
シャープール4世はヤズデギルド1世とシュシャンドゥクトの子として生まれ、バハラーム5世とナルセの二人の弟がいた。アルサケス朝のアルメニア王コスロヴ4世が死去した際に、ヤズデギルド1世はコスロヴの甥のアルタクシアス4世の代わりに長男のシャープールにアルメニアの王位を与えることを決めた。アルメニアでのシャープールの治世中、彼は和解に努力を傾け、貴族との友好関係を築いた。彼はキリスト教徒のアルメニア人をゾロアスター教徒に変えるためにあらゆる努力を払ったが、ほとんど成功しなかった。
420年、ヤズデギルド1世がヒルカニアのサーサーン朝貴族に殺害され、シャープールはサーサーン朝の王位を主張するために、すぐにアルメニアを発ちクテシフォンに到着した。しかし、彼はヤズデギルド1世のすべての息子を排除しようとした貴族と神官に殺害されるまで短期間しか統治することができなかった。シャープールの殺害後、貴族たちはサーサーン朝の王にバハラーム4世の子であるホスローを擁立した。